# Game Based Coaching
Game Based Coaching is een coachingstechniek waarbij voornamelijk niet-digitale spellen ingezet worden om onbewust gedrag en vaste patronen naar boven te halen.
Tijdens het spelen van een spel wordt het sociaal gewenst gedrag naar de achtergrond geschoven en komt er veel bovendrijven. Staan we onder druk dan komen onze ‘overlevingsstrategieën’ naar boven. We vervallen in ineffectieve en zelfs hinderlijke gedragspatronen. ‘Met het vergroten van je zelfbewustzijn kun je dit gedrag aanpassen en zo beter worden in (persoonlijk) leiderschap’, zegt gedragsexpert Manon Bongers.
Er is altijd een coach aanwezig om te observeren en analyseren. Belangrijk bij Game Based Coaching is de terugkoppeling en de evaluatie. Op die manier worden de deelnemers zich bewust van hun gedrag en krijgen ze inzicht in hun manier van communiceren.

## Toepassing
Game Based Coaching is in te zetten voor teamcoaching, werving en selectie en als onderdeel van een persoonlijk leiderschapstraject.

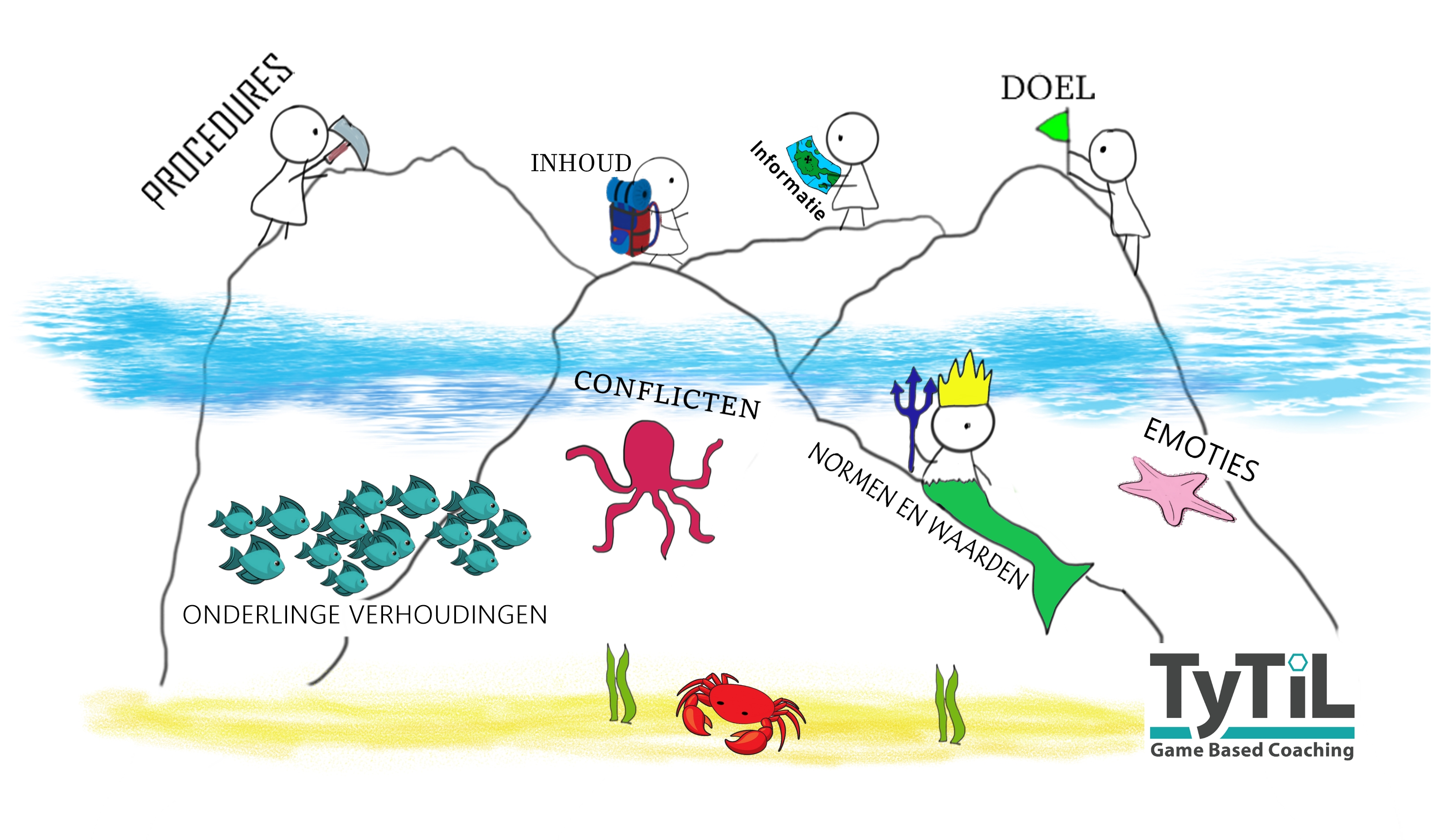
Binnen teams kunnen er verschillende punten zitten die zich onder het oppervlak bevinden. Om deze punten bespreekbaar te maken, moeten ze eerst naar boven worden gehaald.

Tijdens het spel wordt het sociaal gewenst gedrag van de deelnemers door henzelf onbewust naar de achtergrond geschoven. Op die manier komt het onbewuste gedrag en de vaste patronen naar boven.
Het grootste gedeelte van ons gedrag is onbewust. Pas als we ons hier bewust van worden, kunnen we beginnen met doelgerichte gedragssturing.
Game Based Coaching biedt een laagdrempelige manier om dingen bespreekbaar te maken, doordat er een koppeling wordt gemaakt naar wat er tijdens het spel gebeurde.

## Gamified TLC
TLC staat voor training, learning en coaching. Binnen de gamificeerde wereld van TLC zijn er grofweg vier gebieden te onderscheiden. Serious games, Game Based Learning, gamificatie en Game Based Coaching. Daarnaast is er een algemene categorie genaamd Game Derived Skills. Binnen de vijf gebieden is er overlapping, maar om een globaal beeld te geven, volgt hieronder een indeling.
Serious games - Games that Educate, Train and Inform. Een spel met een ander primair doel dan puur vermaak. Vaak gaat het hierbij om bedrijfssimulaties en rollenspellen waarbij de deelnemers kunnen oefenen en risico's kunnen nemen, zonder dat het verregaande gevolgen heeft. De focus ligt voornamelijk op vaardigheden en competenties.
Game-Based Learning - Het gebruik van een spel om het leerproces te faciliteren. Bij Game Based Learning worden spellen ingezet om de deelnemer direct nieuwe vaardigheden aan te leren.
Gamificatie - Game-elementen en -mechanismen toepassen op een niet-game situatie. Gamificatie wordt vaak ingezet om de deelnemers te motiveren, stimuleren en hun betrokkenheid te vergroten. Bij gamificatie staat centraal dat men gedrag wil stimuleren of aanleren.
Game Based Coaching - Bij Game Based Coaching worden spellen ingezet om vaste patronen en onbewust gedrag naar boven te halen. Het doel van Game Based Coaching is het verkrijgen van bewustwording en inzicht, waarbij de focus ligt op ervaren en voelen.
Game Derived Skills - Game-afgeleide vaardigheden zijn competenties die individuen ontwikkelen of versterken door het spelen van videogames. Deze vaardigheden variëren afhankelijk van het type spel, maar kunnen onder meer hand-oog coördinatie, probleemoplossend vermogen, kritisch denken, teamwork, strategisch denken, aanpassingsvermogen, doorzettingsvermogen en tijdsbeheer omvatten. Deze vaardigheden kunnen waardevol zijn in verschillende contexten, waaronder educatie, professionele ontwikkeling en persoonlijke groei.